# Colleen Coyne
Colleen Coyne, född den 19 september 1971 i Medford, Massachusetts i USA, är en amerikansk ishockeyspelare.
Hon tog OS-guld i damernas ishockeyturnering i samband med de olympiska ishockeytävlingarna 1998 i Nagano.